# Großes Philosophisches Collegium we Frankfurcie nad Odrą

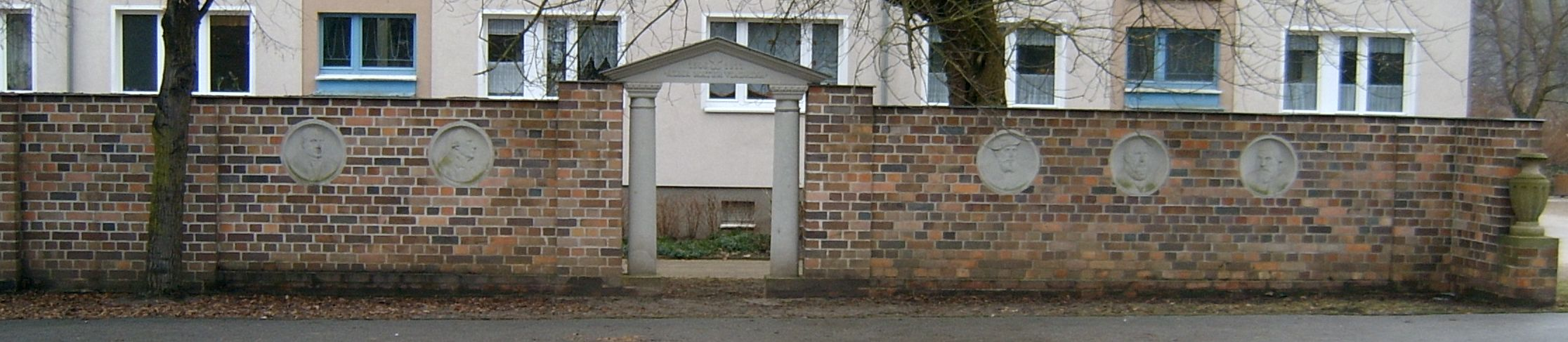
Ściana An der alten Universität

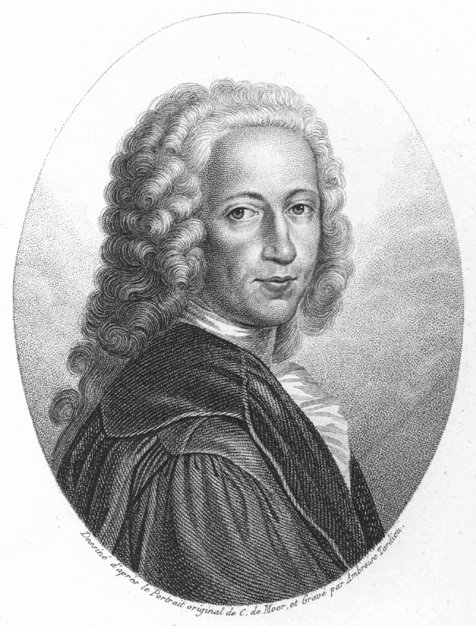
Bernhard Albinus, organizator teatru anatomicznego na parterze kolegium

Großes Philosophisches Collegium (Wielkie Kolegium Filozoficzne) – dawniej główny budynek Alma Mater Viadrina we Frankfurcie nad Odrą.

## Historia
Jego budowa rozpoczęła się w 1498 r. na miejscu synagogi zburzonej podczas jednego z pogromów w mieście. Kierownikiem budowy był Stephan Hundertmarks, późniejszy burmistrz miasta, fundatorem zaś – rada miejska. Projekt budowy budynku ukończonego w 1507 r. kosztował miasto 1100 groszy.
W 1511 r. Collegium podłączono do instalacji wodnej. W 1678 na rozkaz wielkiego elektora Fryderyka Wilhelma zachodnią część budynku zagospodarowano na ogród botaniczny. W 1684 na parterze Bernhard Albinus (1653-1721) urządził teatr anatomiczny. W latach 1693–1694 budynek został gruntownie odrestaurowany i podwyższony o jedną kondygnację.
W XVIII wieku w Großes Philosophisches Collegium znajdowała się pierwsza i przez długi czas jedyna biblioteka na terenie Prus. W 1811 zamknięto zarówno bibliotekę, jak i Alma Mater Viadrina. Kolekcja ok. 28 tys. książek została przewieziona statkiem rzecznym Odrą – do Wrocławia.
W latach 1914–1945 w Collegium mieściła się szkoła ludowa Georgenschule. W 1945 r. przetrzymano w nim natomiast jeńców wojennych.